# Лэнгли, Уолтер
Уолтер Лэнгли (англ. Walter Langley; 8 июня 1852, Бирмингем — 21 марта 1922, Пензанс) — английский художник-постимпрессионист, один из основателей колонии живописцев Ньюлинской школы.

## Жизнь и творчество
У. Лэнгли родился в бедной семье. В возрасте 15 лет поступает в ученики к литографу. Через 6 лет, окончив эту учёбу, изучает в Кенсингтоне дизайн, получив для этого стипендию. Вернувшись в Бирмингем, Лэнгли приходится выбирать между живописью и литографией, и он решает в пользу живописи. У. Лэнгли был первым из художников-колонистов Ньюлинской школы, поселившихся в Ньюлине (в 1882 году). Вскоре примеру Лэнгли следует его друг, художник Эдвин Харрис.
Искусство У. Лэнгли, человека левых взглядов, было социально ориентированным: оно отражало реальные трудные будни жителей небольшого рыбацкого городка. Этот факт негативно отражался на продажах полотен живописца. К тому же до 1892 года Лэнгли предпочитал писать свои произведения не масляными красками, а акварельными. Акварели же ценились в конце XIX столетия ниже, чем произведения масляной живописи. Однако вскоре к художнику приходит успех и широкая известность. Он становится членом Королевского художественного общества и Королевского общества художников-акварелистов. В 1895 году Уильям Лэнгли получает заказ на свой автопортрет от галереи Уффици во Флоренции, которая присоединила его к собранию портретов знаменитых художников из коллекции Медичи.
Одно из написанных в 1898 году полотен У. Лэнгли Лев Толстой приводит в своей статье Что есть искусство? как замечательный и подлинный пример современной живописи.

## Галерея

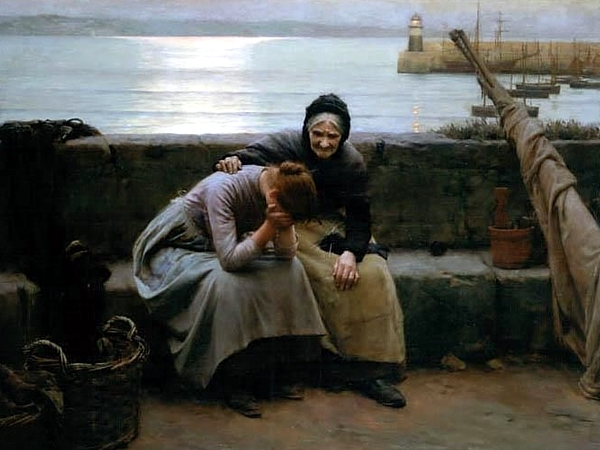
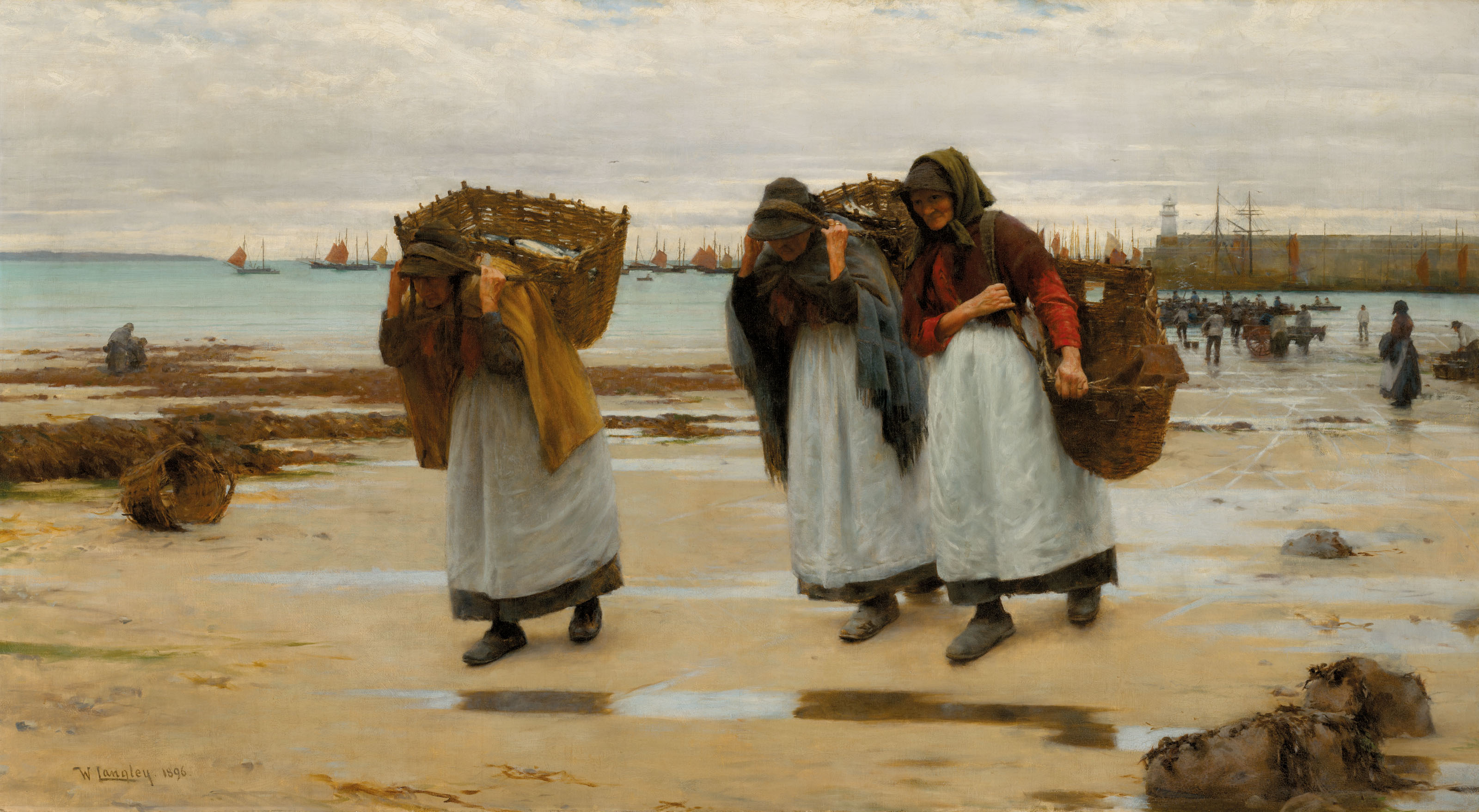
Добытчицы (1896)
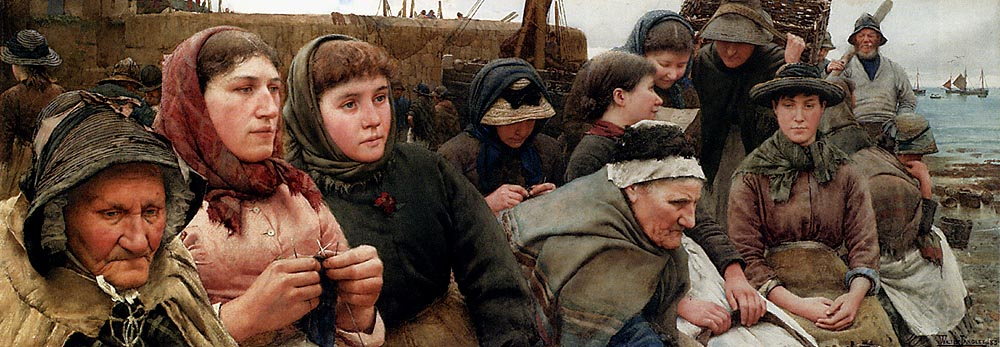
Ждущие возвращения рыбаков
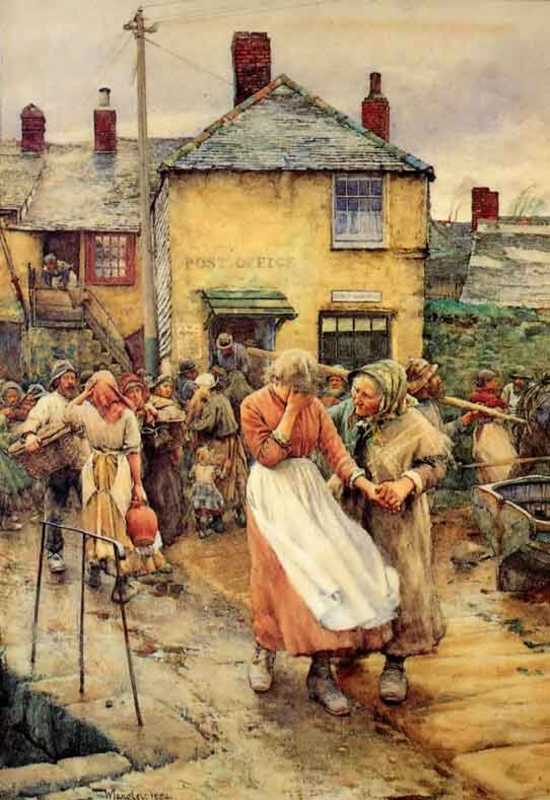
О пропавшем (1884)
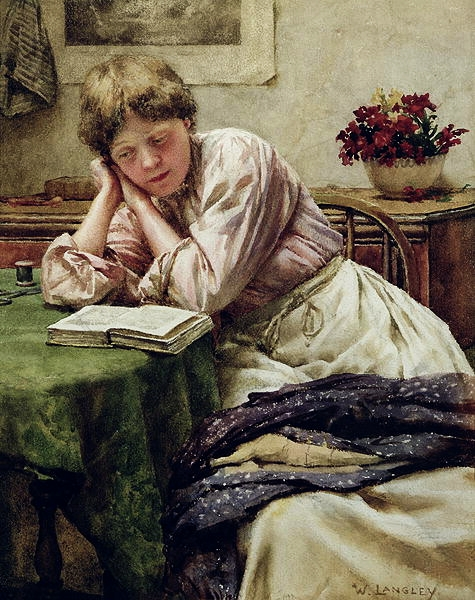
Увлекательное чтение
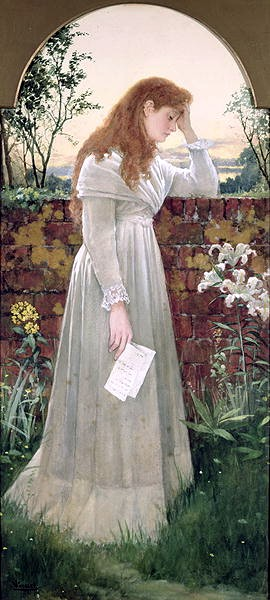
Тихая печаль
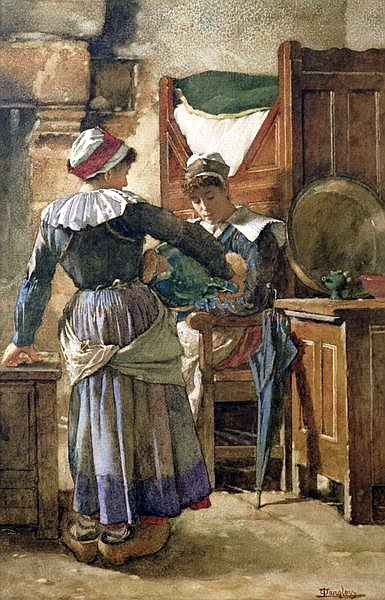
Первенец
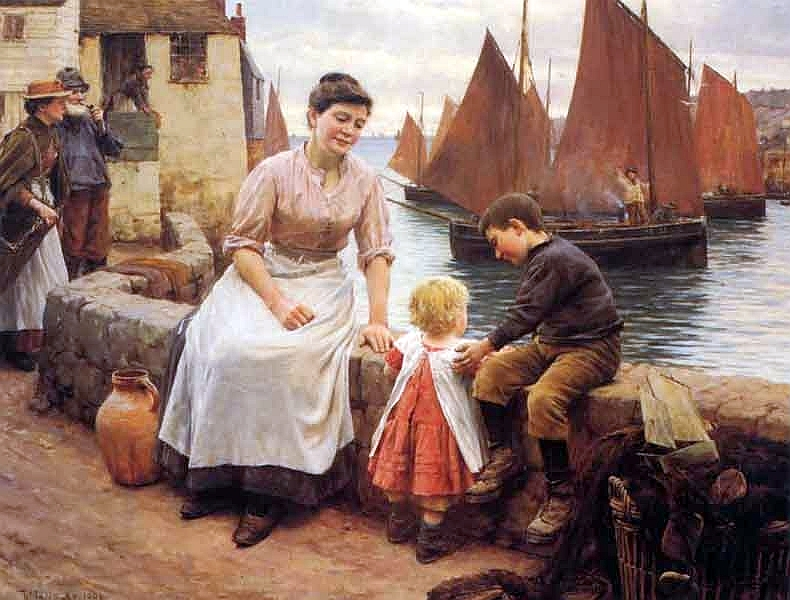
Приветствие (1904)
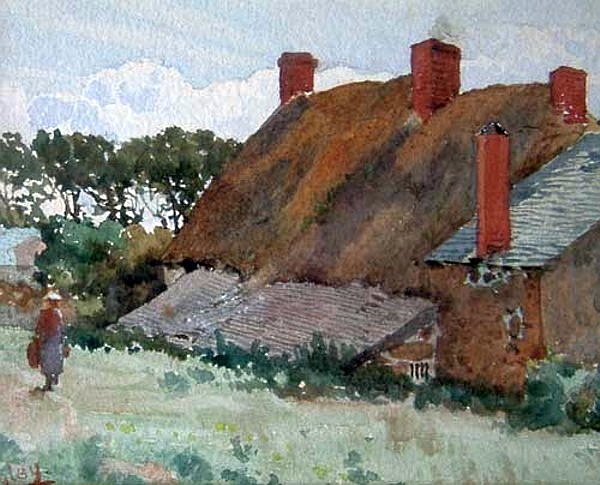
Силуэт возле дома
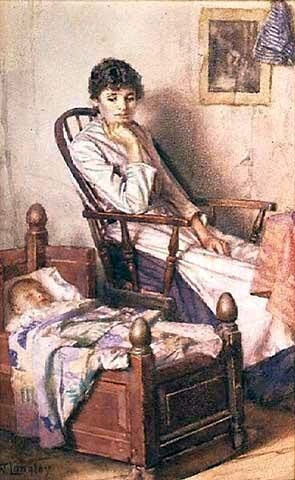
Идол Розиного одиночества
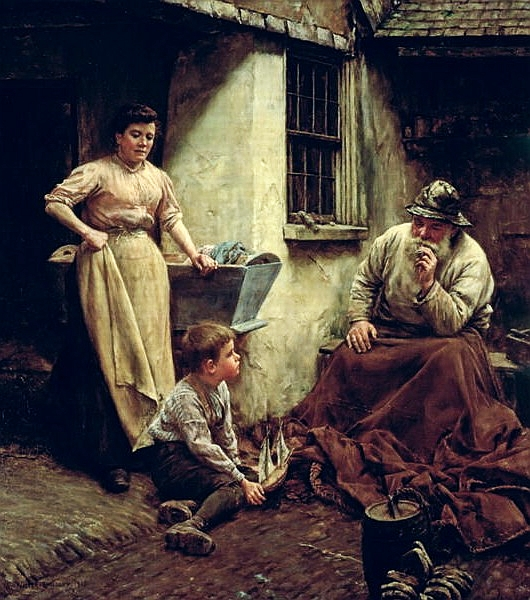
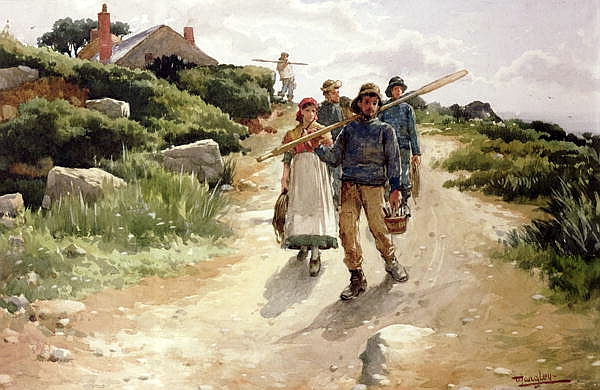
Парни из Ламорны